# غوفان مبيكي
غوفان مابيكي (بالإنجليزية: Govan Archibald Mvuyelwa Mbeki)‏، ( مواليد 9 يوليو 1910 وتوفي في 30 أغسطس 2001)، سياسي ومربي ومناضل جنوب افريقي ضد نظام الابرتهايد، لقب ب «صانع الثورة»، وهو والد الرئيس الجنوب الأفريقي اللاحق ثابو مبيكي، ولد في ترانسكاي –المقاطعة التي ولد بها مانديلا. انتخب عام 1994 رئيس لمجلس الشيوخ بعد إجراء أول انتخابات نزيهة بجنوب افريقيا بعد زوال نظام الفصل العنصري.
نشط في بداية حياته في ترنسكاي، وبدأ بنشر مقالاته بشكل مكثف بعد فصله من العمل كمدرس بسبب أنشطته السياسية بين الطلاب والمجتمع المحلي والنقابات العمالية.
تفرغ غوفان للنشاط في اتحاد الصناعة والتجارة وشكل أول حركة جماهيرية في جنوب أفريقيا من العمال السود، كرس نفسه للسياسة المحلية والكتابة وساعد صغار الفلاحين على تشكيل تعاونيات صغيرة لتحسين الإنتاج وحصر الموارد، وكان أيضا من أسباب تسميته “رجل الشعب” هو عمله على تكوين شبكات اتصال بالقرى الفقيرة.
بين عامي 1956 و1960 شهدت دول جنوب أفريقيا أشد وأعنف الاحتجاجات لأسباب عديدة منها تأييد الرئيس الكامل لأداء الحكومة والقبض على ممثلي حركات التحرر وسن قوانين ضد حقوق المرأة وزيادة الضرائب وإعدام ماشية الفلاحين وعمليات ترحيل قسرية لتخلف تلك الاحتجاجات خمسة آلاف معتقل، كتب غوفان عن تلك الاحتجاجات في كتابه “جنوب أفريقيا قلب الثورة” والذي كتبه بداية على أوراق حمام السجن بانتظار محاكمته.
زاد من أنشطته السرية بالحزب الشيوعي وحزب المؤتمر الوطني الأفريقي وترأس فرعه بالكاب شرق جنوب أفريقيا ليبدأ النضال المسلح بعد استخدام المقاومة كافة الأساليب وتولى هو إدارته حتى قبض عليه هو ونيلسون مانديلا وولتر سيسولو ودنيس غولدبرغ وحكم عليهم بالسجن مدى الحياة حتى إطلاق سراحهم وإجراء انتخابات نزيهة بجنوب أفريقيا، اختير على إثرها كرئيس لمجلس الشيوخ عام 1994.